# دنیل نستور
دنیل نستور (انگلیسی: Daniel Nestor؛ زاده ۴ سپتامبر ۱۹۷۲) یک تنیس‌باز اهل کانادا است.